# She's the Man
She's the Man er en amerikansk film lanceret af DreamWorks i 2006. Filmen er inspireret af William Shakespeares skuespil Helligtrekongersaften.

## Handling
She´s the Man handler om en pige ved navn Viola (Amanda Bynes), som har en tvillingbror.
Viola elsker at spille fodbold, men da skolens pigehold bliver nedlagt, vil hun gøre noget ved det, så hun klæder sig ud som sin tvillingebror og tager af sted til den kostskole, hendes bror skulle have været på, men uden at sige det til nogen ud over Viola er han taget til England på turné med sit band. Men Viola klæder sig ud, og så tager hun af sted til kostskolen, så hun kan spille fodbold. Men så bliver hun forelsket i sin værelseskammerat, og så går det hele i kage, da hendes bror kommer...

## Medvirkende
- Amanda Bynes – Viola Hastings
- Robert Hoffman – Justin
- Robert Torti – Pistonek
- Alex Breckenridge – Monique
- James Kirk – Sebastian Hastings
- Julie Hagerty – Daphne
- Jonathan Sadowski – Paul
- Amanda Crew – Kia
- Jessica Lucas – Yvonne
- Channing Tatum – Duke Orsino
- Laura Ramsey – Olivia
- Vinnie Jones – Træner Dinklage
- David Cross – Gold
- Brandon Jay McLaren – Toby
- James Snyder – Malcolm
- Clifton MaCabe Murray – Andrew

## Eksterne Henvisninger
- She's the Man på Internet Movie Database (engelsk)
- She's the Man på Filmdatabasen
- She's the Man på Scope
- She's the Man på AlloCiné (fransk)
- She's the Man på MovieMeter (nederlandsk)
- She's the Man på AllMovie (engelsk)
- She's the Man hos American Film Institute (engelsk)
- She's the Man på Turner Classic Movies (engelsk)
- She's the Man på The Movie Database (engelsk)
- She's the Man på Rotten Tomatoes (engelsk)
- Officiel hjemmeside Arkiveret 18. november 2007 hos  Wayback Machine